# Merenius solitarius
Merenius solitarius là một loài nhện trong họ Corinnidae.
Loài này thuộc chi Merenius. Merenius solitarius được Roger de Lessert miêu tả năm 1946.